# Ipolytarnóc, Nógrád
Ipolytarnóc  este un sat în districtul Salgótarján, județul Nógrád, Ungaria, având o populație de 466 de locuitori (2011). 

## Demografie
Componența etnică a satului Ipolytarnóc
     Maghiari (85,5%)
     Romi (14,5%)
Componența confesională a satului Ipolytarnóc
     Fără religie (6,87%)
     Necunoscută (91,85%)
     Alte religii (2,58%)
Conform recensământului din 2011, satul Ipolytarnóc avea 466 de locuitori. Din punct de vedere etnic, majoritatea locuitorilor (85,5%) erau maghiari, cu o minoritate de romi (14,5%). Nu există o religie majoritară, locuitorii fiind  și persoane fără religie (6,87%). Pentru 91,85% din locuitori nu este cunoscută apartenența confesională.